# Naissance en 1431
Naissance
- 1427
- 1428
- 1429
- 1430
- 1431
- 1432
- 1433
- 1434
- 1435

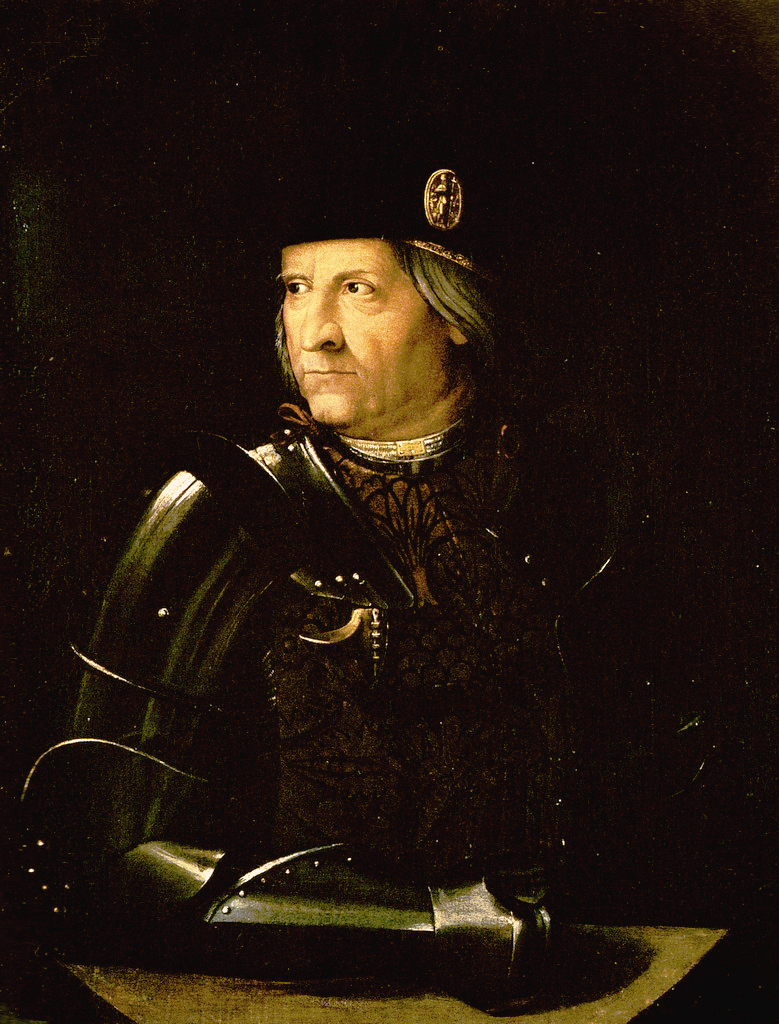
Hercule Ier d'Este, né en 1431.

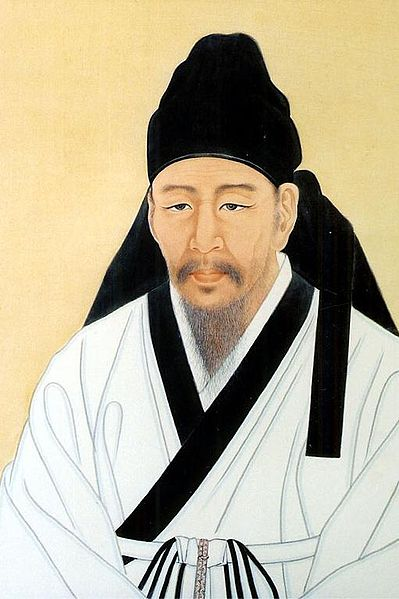
Kim Jong-jik, né en 1431.

Cette page dresse une liste de personnalités nées au cours de l'année 1431  :
- 1er janvier : Rodrigo Borgia, pape de 1492 à 1503 sous le nom d'Alexandre VI.
- 22 mars : Juan de Castro, dit le cardinal d'Agrigente, cardinal espagnol.
- 1er mai : Thihathura, onzième souverain du Royaume d'Ava, en Haute-Birmanie.
- juin : Kim Jong-jik, homme politique, philosophe néo-confucianiste et écrivain coréen de la période Joseon.
- 26 octobre : Hercule Ier d'Este, duc de Modène et de Reggio.
- décembre : Vlad III l'Empaleur, prince de Valachie.

- Gei-Ami, peintre japonais.
- Éléonore Beaufort,  comtesse d'Ormonde.
- Chimenti Camicia,  architecte italien de la Renaissance.
- Jean de Coimbra, ou Jean de Portugal, prince d'Antioche.
- Étienne Tristan de Salazar, archevêque de Sens.
- Ladislas Hunyadi, otage en 1446 du duc de Serbie, Étienne V, pour obtenir la liberté de son père après la défaite de Cossovo, puis duc de Croatie et de Dalmatie.
- Hélène Paléologue de Morée, princesse Byzantine de la dynastie des Paléologues.
- Thihathura, roi d'Ava (Birmanie).
- François Villon, poète français.

date incertaine (vers 1431)
- Andrea Mantegna, graveur et peintre italien de la Renaissance.
- John Neville, 1er marquis Montagu, un des chefs de la faction de la Maison d'York durant la guerre des Deux-Roses.
- Jasper Tudor, noble gallois, comte de Pembroke puis duc de Bedford.

## Crédit d'auteurs
- Cet article est partiellement ou en totalité issu de l'article intitulé « 1431 » (voir la liste des auteurs).